# Arena Zagreb
La Arena Zagreb es un estadio cubierto situado en la ciudad de Zagreb, Croacia. Fue construido por iniciativa de los gobiernos nacional y local para albergar el Campeonato Mundial de Balonmano Masculino de 2009. Cuenta con una capacidad de 16.500 espectadores.
Allí juegan de local los equipos RK Zagreb de balonmano y KHL Medveščak Zagreb de hockey sobre hielo. También ha jugado allí el KK Zagreb de baloncesto en la Euroliga 2011. En 2012 se disputó allí la Eurocopa de Fútbol Sala, en 2014 el Campeonato Europeo de Balonmano Femenino, y en 2016 la Final de la Copa Davis de tenis.
En el estadio se han realizado también conciertos musicales de Beyoncé, Britney Spears, Lady Gaga, Shakira, Backstreet Boys, Depeche Mode, Rammstein, David Guetta, Lenny Kravitz, Roger Waters, Sting, Guns N' Roses, Iron Maiden, Slayer, Megadeth y Plácido Domingo. También se han realizado allí los espectáculos Cirque du Soleil, Disney On Ice y Walking with Dinosaurs.
La Arena Zagreb ganó el premio a diseño estructural del Festival Mundial de Arquitectura de 2009.

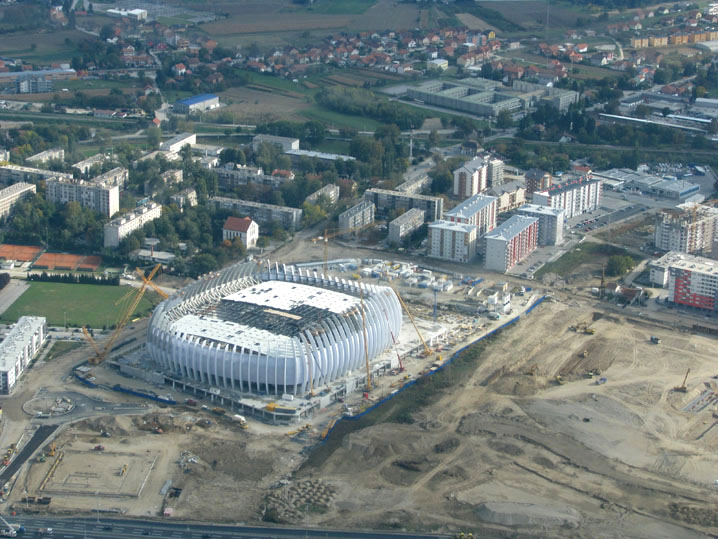
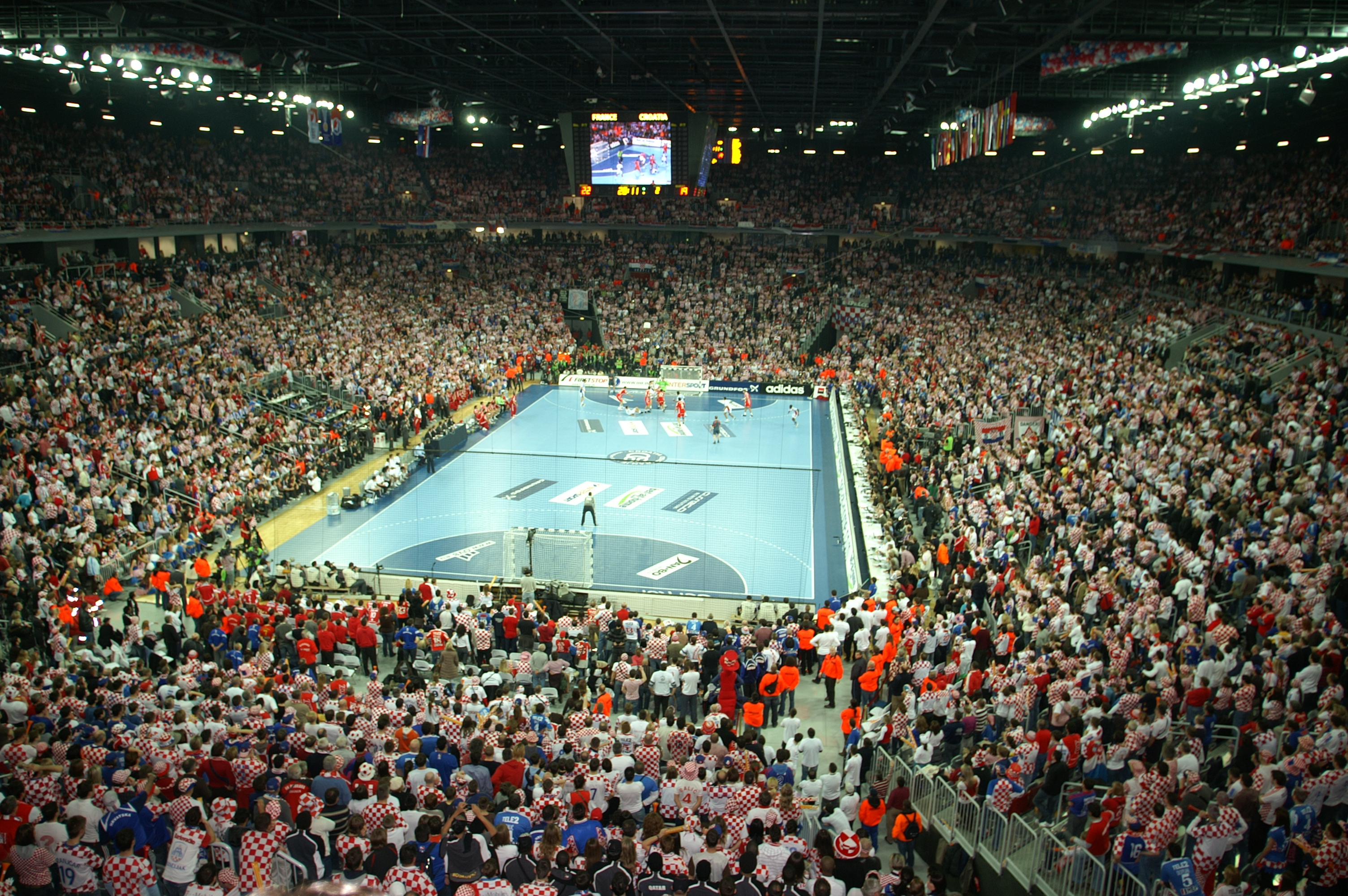